# استابری مونوگو

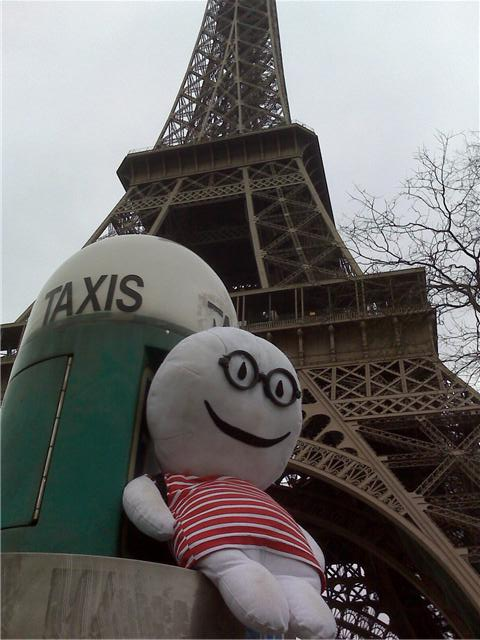
استابری مونوگو

استابری مونوگو (به اسپانیایی:Stabri Monogo) بیشتر با نام «عروسک مسافر» شناخته می‌شود. استابری یک شخصیت برآمده از اینترنت است که عروسک آن شهر به شهر در دنیا مسافرت می‌کند. این عروسک در سال ۲۰۰۶ توسط دو مهندس فناوری اطلاعات در اسپانیا ساخته شده‌است. این مهندسان این ایده را به اجرا گذاشتند تا ببینند حلقه‌های شکل گرفته از طریق اینترنت تا چه حد ادامه می‌یابند.
این عروسک تا به حال بیش از ۵۰ شهر دنیا در ۱۱ کشور از ۴ قاره را گشته‌است.